# Marek Łatyński

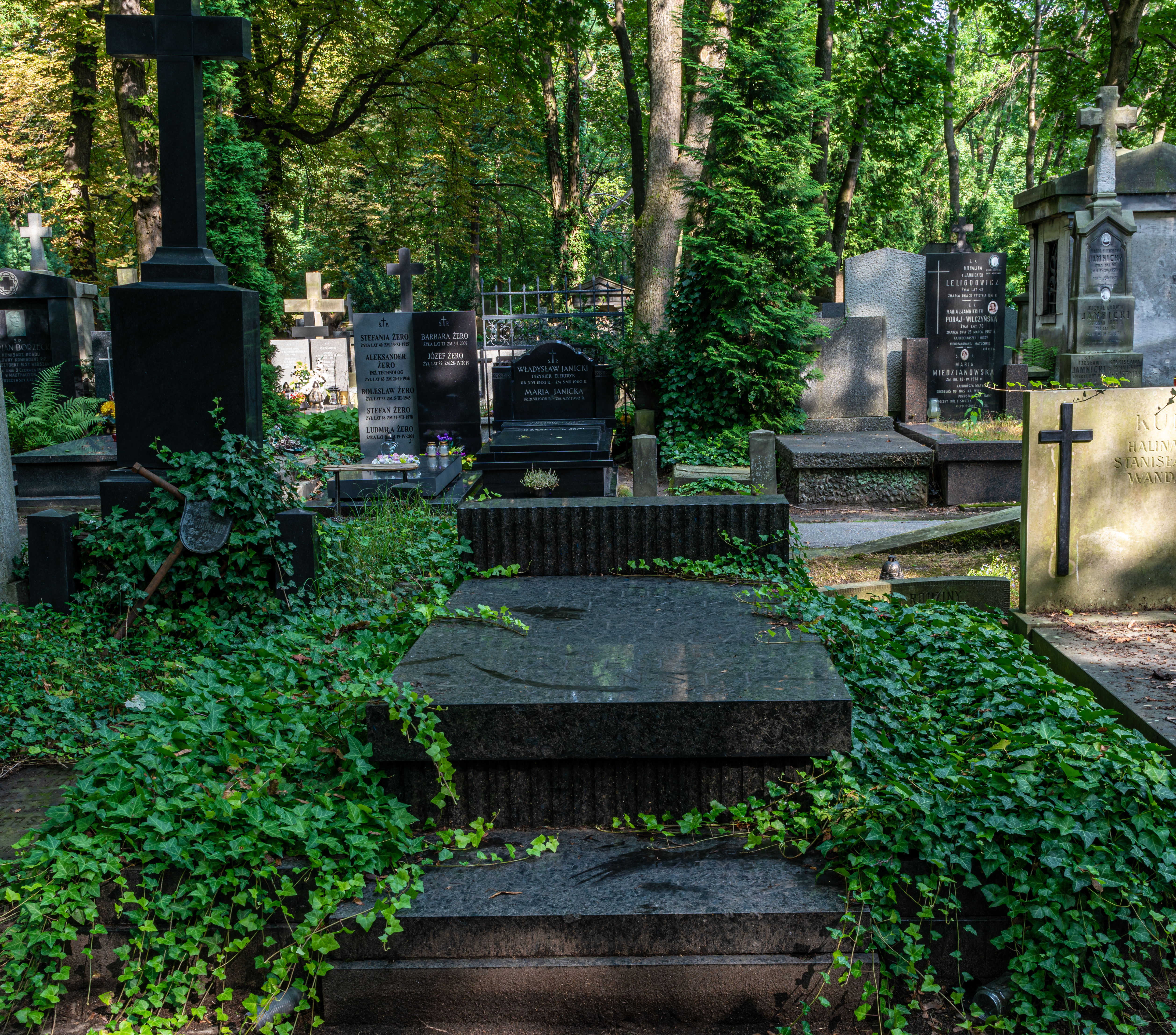
Grób Marka Łatyńskiego na cmentarzu Powązkowskim

Marek Łatyński (ur. 22 marca 1930 w Warszawie, zm. 29 grudnia 2003 tamże) – polski dziennikarz, publicysta, komentator, dyplomata. Szef Rozgłośni Polskiej Radia Wolna Europa w Monachium w latach 1987–1989.

## Życiorys
Ukończył anglistykę na Uniwersytecie Warszawskim. Pracował w Polskim Radiu jako redaktor, a następnie szef redakcji angielskiej, zajmował się też tłumaczeniami. W 1967 wyjechał wraz z rodziną z Polski. Poprzez Zbigniewa Brzezińskiego nawiązał kontakt z Janem Nowakiem-Jeziorańskim. Był następnie wieloletnim dziennikarzem Rozgłośni Polskiej Radia Wolna Europa w Monachium. Po objęciu w 1982 kierownictwa Rozgłośni Polskiej RWE przez Zdzisława Najdera (po tym, jak wcześniej proponowano to stanowisko Łatyńskiemu) zrezygnował z pracy i wyjechał do Waszyngtonu, gdzie pracował w redakcji Głosu Ameryki. Jednak po odwołaniu Najdera przez amerykański zarząd RWE przyjął ponowną propozycję objęcia szefostwa Rozgłośni Polskiej RWE i powrócił do Monachium.
W latach 1991–1994 był ambasadorem Polski w Konfederacji Szwajcarskiej, akredytowanym także w Liechtensteinie. W 1997 wydał wspomnienia poświęcone swej pracy w Rozgłośni Polskiej RWE pt. Ogród angielski 1. Wspomnienia z Radia Wolna Europa.
Pochowany na cmentarzu Powązkowskim (kwatera 192-2-21/22).

## Twórczość
- Nie paść na kolana. Szkice o opozycji lat czterdziestych (Polonia Book Fund, Londyn 1985, ISBN 0-902352-36-9), wyd. II rozszerzone, Wrocław 2002, Wyd. Towarzystwo Przyjaciół Ossolineum, ISBN 83-7095-056-6.
- Wariacje na temat Jaruzelskiego Warszawa (II obieg; Niezależna Oficyna Wydawnicza, Warszawa 1987)
- Ogród angielski 1. Wspomnienia z Radia Wolna Europa, Wydawnictwo Uniwersytetu Marii Curie-Skłodowskiej, Lublin 1997, ISBN 83-227-0987-0.

## Opracowania
- Paweł Zaremba, Historia dwudziestolecia (przygotowanie do druku; wydanie I: Instytut Literacki Paryż 1981; ponadto wiele wydań w drugim obiegu wydawniczym; pierwsze oficjalne wydanie krajowe: Wyd.Ossolineum, Wrocław 1991, ISBN 83-04-03594-4).